# Romantla
Romantla är en ort i Mexiko.   Den ligger i kommunen Chiconamel och delstaten Veracruz, i den sydöstra delen av landet, 210 km norr om huvudstaden Mexico City. Romantla ligger 121 meter över havet och antalet invånare är 433.
Terrängen runt Romantla är varierad. Runt Romantla är det ganska tätbefolkat, med 248 invånare per kvadratkilometer. Närmaste större samhälle är Huejutla de Reyes, 7,5 km väster om Romantla. Omgivningarna runt Romantla är en mosaik av jordbruksmark och naturlig växtlighet.